# الیزابت دبیکی
الیزابت دبیکی (انگلیسی: Elizabeth Debicki؛ زاده ۲۴ اوت ۱۹۹۰) یک هنرپیشه اهل استرالیا است. وی از سال ۲۰۱۱ میلادی تاکنون مشغول فعالیت بوده‌است.

## فیلم‌شناسی

### فیلم
| سال  | عنوان                   | نقش            | یادداشت |
| ---- | ----------------------- | -------------- | ------- |
| ۲۰۱۱ | چند مرد عالی            | مورین          |         |
| ۲۰۱۳ | گتسبی بزرگ              | جردن بیکر      |         |
| ۲۰۱۵ | مکبث                    | لیدی مکداف     |         |
| ۲۰۱۵ | مردی از یو.ان.سی.ال.ای. | ویکتوریا       |         |
| ۲۰۱۵ | اورست                   | کرولاین        |         |
| ۲۰۱۷ | نگهبانان کهکشان بخش ۲   | آیشا           |         |
| ۲۰۱۷ | والرین و شهر هزار سیاره | امپراتور هابان | صدا     |
| ۲۰۱۷ | نفس                     | ایوا           |         |
| ۲۰۱۸ | پارادوکس کلاورفیلد      | مینا جنسن      |         |
| ۲۰۱۸ | پیتر خرگوشه             | ماپسی خرگوشه   | صدا     |
| ۲۰۱۸ | بیوه‌ها                  | آلیس           |         |
| ۲۰۱۸ | ویتا و ویرجینیا         | ویرجینیا وولف  |         |
| ۲۰۲۰ | تنت                     | کاترین بارتون  |         |
| ۲۰۲۱ | پیتر خرگوشه ۲: فراری    | ماپسی خرگوشه   | صدا     |
| ۲۰۲۳ | نگهبانان کهکشان بخش ۳   | آیشا           |         |
| ۲۰۲۴ | ماکسین                  | الیزابت بندر   |         |

### تلویزیون
| سال       | عنوان   | نقش                | یادداشت               |
| --------- | ------- | ------------------ | --------------------- |
| ۲۰۱۶      | مدیر شب | جد مارشال          | ۶ قسمت                |
| ۲۰۱۸      | داستان  | خانم جی            | فیلم تلویزیونی اچ‌بی‌او |
| ۲۰۲۳–۲۰۲۲ | تاج     | دایانا، شاهدخت ولز | نقش اصلی ‌(فصل‌های ۶–۵) |